# Stefan Ishizaki
Stefan Ishizaki (ur. 15 maja 1982 w Sztokholmie) – szwedzki piłkarz występujący na pozycji pomocnika. Od 2018 jest zawodnikiem klubu IF Elfsborg.

## Kariera klubowa
Ishizaki urodził się w Szwecji jako syn Japończyka i Szwedki. Karierę rozpoczynał w 1997 roku w klubie Rågsveds IF. W jego pierwszej drużynie spędził dwa sezony. W 1999 roku przeszedł do pierwszoligowego AIK Fotboll. W debiutanckim sezonie 1999 w lidze nie zagrał ani razu. Od początku następnego sezonu zaczął regularnie grywać w pierwszym składzie AIK. W Allsvenskan zadebiutował 17 kwietnia 2000 w zremisowanym 1–1 meczu z BK Häcken. 18 lipca 2000 strzelił pierwszego gola w zawodowej karierze. Było to w wygranym 4–1 ligowym pojedynku z Helsingborgs IF. W roku 2000, 2001 oraz 2002 wystąpił z klubem w finale Pucharu Szwecji, jednak za każdym razem jego drużyna schodziła z boiska pokonana.
W styczniu 2004 powędrował na wypożyczenie do włoskiego klubu Genoa CFC, występującego w Serie B. Pierwszy występ zanotował tam 18 stycznia 2004 w zremisowanym 1–1 meczu z Piacenzą. Od początku gry w ekipie Genoi, był jej zawodnikiem rezerwowym. W sumie rozegrał tam cztery spotkania. W lipcu 2004 powrócił do AIK Solny, w której barwach dokończył sezon 2004 szwedzkiej ekstraklasy. Łącznie dla AIK zagrał 103 razy i zdobył 17 bramek.
W 2005 roku podpisał kontrakt z norweską Vålerenga Fotball. W jej barwach zadebiutował 10 kwietnia 2005 w przegranym 1–3 spotkaniu z Hamarkameratene. W Vålerendze Ishizaki pełnił rolę rezerwowego i w ciągu całego sezonu wystąpił tam w 15 meczach i strzelił dwa gole. Z klubem wywalczył także mistrzostwo Norwegii.
W 2006 roku powrócił do Szwecji, a konkretnie do IF Elfsborg. Pierwszy mecz zaliczył tam 10 kwietnia 2006 przeciwko IFK Göteborg. Już w pierwszym sezonie zdobył z klubem mistrzostwo Szwecji. W 2007 roku sięgnął z Elfsborgiem po Superpuchar Szwecji. W 2008 roku wywalczył z klubem wicemistrzostwo Szwecji.
W styczniu 2014 roku został zawodnikiem klubu MLS, Los Angeles Galaxy. W 2015 wrócił do AIK. W 2018 roku wrócił do Elfsborga.

## Kariera reprezentacyjna
Ishizaki jest reprezentantem Szwecji. W drużynie narodowej zadebiutował 31 stycznia 2001 w bezbramkowo zremisowanym meczu z Wyspami Owczymi.